# National Medal of Arts

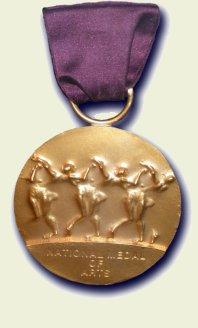
De National Medal of Arts

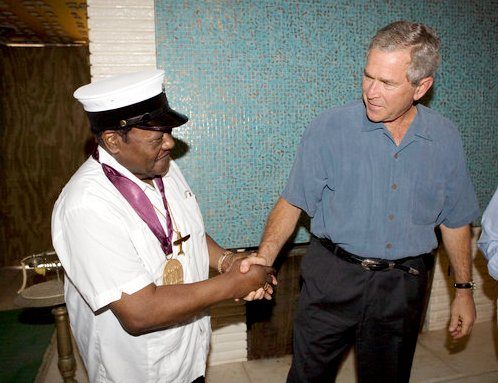
Fats Domino (links), laureaat in 1998, schudt de hand van Amerikaans president George W. Bush, nadat deze hem de repro van de verloren National Medal of Arts heeft opgespeld (29 augustus 2006).

De National Medal of Arts, ingesteld in 1985, is de hoogste onderscheiding die een kunstenaar of patroon in de Verenigde Staten kan krijgen. Ontvangers van het medaille worden geselecteerd door de National Endowment for the Arts (NEA). De onderscheiding wordt uitgereikt door de president van de Verenigde Staten. De medaille is ontworpen door de beeldhouwer Robert Graham.

## Laureaten

### 2015
- Mel Brooks¨
- Sandra Cisneros
- Eugene O'Neill Theater Center
- Morgan Freeman
- Philip Glass
- Berry Gordy
- Santiago Jiménez, Jr.
- Moises Kaufman
- Ralph Lemon
- Audra McDonald
- Luis Valdez
- Jack Whitten

### 2014
- John Baldessari
- Ping Chong
- Miriam Colón
- The Doris Duke Charitable Foundation
- Sally Field
- Ann Hamilton
- Stephen King
- Meredith Monk
- George Shirley
- University Musical Society
- Tobias Wolff

### 2013
- Julia Alvarez
- Brooklyn Academy of Music
- Joan Harris
- Bill T. Jones
- John Kander
- Jeffrey Katzenberg
- Maxine Hong Kingston
- Albert Maysles
- Linda Ronstadt
- Billie Tsien & Tod Williams
- James Turrell

### 2012
- Herb Alpert
- Lin Arison
- Joan Myers Brown
- Renée Fleming
- Ernest Gaines
- Ellsworth Kelly
- Tony Kushner
- George Lucas
- Elaine May
- Laurie Olin
- Allen Toussaint
- Washington Performing Arts Society

### 2011
- Will Barnet
- Rita Dove
- Al Pacino
- Emily Rauh Pulitzer
- Martin Puryear
- Mel Tillis
- United Service Organization
- André Watts

### 2010
- Robert Brustein
- Van Cliburn
- Mark di Suvero
- Donald Hall
- Jacob's Pillow Dance Festival
- Quincy Jones
- Harper Lee
- Sonny Rollins
- Meryl Streep
- James Taylor

### 2009
- Bob Dylan - singer-songwriter
- Clint Eastwood - acteur en regisseur
- Milton Glaser - grafisch ontwerper
- Maya Lin - kunstenares en architecte
- Rita Moreno - zanger en acteur
- Jessye Norman - zangeres
- Joseph P. Riley, Jr. - burgemeester
- Frank Stella - kunstenaar
- Michael Tilson Thomas - dirigent
- John Williams - componist
- Oberlin Conservatory of Music - muziekconservatorium
- School of American Ballet - balletschool

### 2008
- Stan Lee - schrijver en stripauteur
- Richard M. Sherman - componist
- Robert Sherman - componist
- Olivia de Havilland - actrice
- Hank Jones - jazzpianist
- Jesús Moroles - beeldhouwer
- Ford's Theatre Society - theatergezelschap
- Fisk Jubilee Singers - Afro-Amerikaanse koorgroep
- José Limón Dance Foundation - dansgroep
- The Presser Foundation - weldadigheidsorganisatie die muziekbeurzen uitdeelt

### 2007
- Morten Lauridsen - componist
- N. Scott Momaday - auteur
- Craig Noel - theaterproducent
- Roy Neuberger - patroon van de kunsten
- Les Paul - pionier elektrische gitaar
- Henry Steinway - patroon van de kunsten
- George Tooker - schilder
- Lionel Hampton Jazz Festival (University of Idaho) - jazzfestival
- Andrew Wyeth - schilder

### 2006
- William Bolcom - componist
- Cyd Charisse - danser
- Roy DeCarava - fotograaf
- Wilhelmina Holladay - patroon voor de kunst
- Interlochen Center for the Arts - zomerkamp en kostschool, gericht op de kunsten
- Erich Kunzel - dirigent
- Preservation Hall Jazz Band - jazzensemble
- Gregory Rabassa - vertaler literatuur
- Viktor Schreckengost - industrieel ontwerper/beeldhouwer
- Ralph Stanley - bluegrassmuzikant

### 2005
- Louis Auchincloss - auteur
- James DePreist - dirigent symfonieorkest
- Paquito D'Rivera - jazzmusicus
- Robert Duvall - acteur
- Leonard Garment - advocaat voor de kunsten
- Ollie Johnston - filmanimator
- Wynton Marsalis - jazzmusicus en onderwijzer
- Pennsylvania Academy of the Fine Arts - kunstacademie
- Tina Ramirez - danser/choreograaf
- Dolly Parton - country singer-songwriter

### 2004
- Andrew W. Mellon Foundation - filantropisch fonds
- Ray Bradbury - auteur
- Carlisle Floyd - operacomponist
- Frederick Hart - beeldhouwer
- Anthony Hecht - dichter
- John Ruthven - schilder
- Vincent Scully - historicus en onderwijzer in architectuur
- Twyla Tharp - choreograaf

### 2003
- Austin City Limits - televisieprogramma
- Beverly Cleary - schrijfster van kinderboeken
- Rafe Esquith - kunstdocent
- Suzanne Farrell - danser/regisseur/docent
- Buddy Guy - bluesmuzikant
- Ron Howard - acteur/regisseur/schrijver/producent
- Mormon Tabernacle Choir - koor
- Leonard Slatkin - dirigent
- George Strait - countryzanger
- Tommy Tune - danser/acteur/choreograaf/regisseur

### 2002
- Florence Knoll Bassett - architect
- Trisha Brown - artistiek directeur, choreograaf, danser
- Philippe de Montebello - museumdirecteur
- Uta Hagen - actrice, dramadocent
- Lawrence Halprin - architect
- Al Hirschfeld - illustrator
- George Jones - componist van countrymuziek, performer
- Ming Cho Lee - theaterdesigner
- William 'Smokey' Robinson - liedjesschrijver, muzikant

### 2001
- Alvin Ailey Dance Foundation - school en gezelschap voor de moderne dans
- Rudolfo Anaya - schrijver
- Johnny Cash - zanger en liedjesschrijver
- Kirk Douglas - acteur en producent
- Helen Frankenthaler - schilder
- Judith Jamison - artistiek directeur, choreograaf en danser
- Yo-Yo Ma - cellist
- Mike Nichols - directeur en producent

### 2000
- Maya Angelou - dichter en schrijver
- Eddy Arnold - countryzanger
- Mikhail Baryshnikov - danser en regisseur
- Benny Carter - jazzmuzikant
- Chuck Close - schilder
- Horton Foote - toneelschrijver en scriptschrijver
- Lewis Manilow - patroon van de kunst
- National Public Radio, Cultural Programming Division - radiomroep
- Claes Oldenburg - beeldhouwer
- Itzhak Perlman - violist
- Harold Prince - theaterdirecteur en producent
- Barbra Streisand - entertainer en filmmaker

### 1999
- Irene Diamond - patroon van de kunst
- Aretha Franklin - zangeres
- Michael Graves - architect, ontwerper
- Odetta - zangeres, muziekhistorica
- The Juilliard School - performing arts school
- Norman Lear - producent, schrijver, directeur, advocate
- Rosetta LeNoire - actrice, producent
- Harvey Lichtenstein - arts administrator
- Lydia Mendoza - zangeres
- George Segal - beeldhouwer
- Maria Tallchief - ballerina

### 1998
- Jacques d'Amboise - danser, choreograaf, onderwijzer
- Antoine 'Fats' Domino - rock-'n-rollpianist, zanger
- Ramblin' Jack Elliott - folkzanger, liedjesschrijver
- Frank Gehry - architect
- Barbara Henman - kunstadvocate
- Agnes Martin - kunstenaar
- Gregory Peck - acteur, producent
- Roberta Peters - operazanger
- Philip Roth - schrijver
- Sara Lee Corporation - corporate patroon voor de kunst
- Steppenwolf Theatre Company - kunstorganisatie
- Gwen Verdon - actrice, danser

### 1997
- Louise Bourgeois - beeldhouwer
- Betty Carter - jazzzangeres
- Agnes Gund - patroon voor de kunst
- Daniel Urban Kiley - landschapsarchitect
- Angela Lansbury - acteur
- James Levine - operadirigent, pianist
- Tito Puente - latinpercussionist, muzikant
- Jason Robards - acteur
- Edward Villella - danser, choreograaf
- Doc Watson - bluegrassgitarist, zanger
- MacDowell Colony - kunstenaarskolonie/organisatie

### 1996
- Edward Albee - toneelschrijver
- Sarah Caldwell - operadirecteur
- Harry Callahan - fotograaf
- Zelda Fichenler - theaterdirecteur, oprichter
- Eduardo 'Lalo' Guerrero - componist, muzikant
- Lionel Hampton - muzikant, bandleider
- Bella Lewitzky - danser, choreograaf, docent
- Vera List - patroon van de kunst
- Robert Redford - acteur, directeur, producent
- Maurice Sendak - auteur, illustrator, designer
- Stephen Sondheim - componist, schrijver van liedteksten
- Boys Choir of Harlem - jongerenkoor

### 1995
- Licia Albanese - operazangeres
- Gwendolyn Brooks - dichter
- B. Gerald en Iris Cantor - patronen van de kunst
- Ossie Davis en Ruby Dee - acteurs
- David Diamond - componist
- James Ingo Freed - architect
- Bob Hope - entertainer
- Roy Lichtenstein - schilder, beeldhouwer
- Arthur Mitchell - danser, choreograaf
- William S. Monroe - bluegrassmuzikant
- Urban Gateways - kunstopleidingsorganisatie

### 1994
- Harry Belafonte - zanger, acteur
- Dave Brubeck - pianist, bandleider, componist
- Celia Cruz - zangeres
- Dorothy DeLay - viooldocent
- Julie Harris - actrice
- Erick Hawkins - choreograaf
- Gene Kelly - danser, zanger, acteur
- Pete Seeger - componist, schrijver van liedteksten, vocalist, banjospeler
- Catherine Filene Shouse - patroon voor de kunst
- Wayne Thiebaud - kunstenaar, docent
- Richard Wilbur - dichter, docent, recensent, literair vertaler
- Young Audiences - presentator van kunst

### 1993
- Walter en Leonore Annenberg - patroon voor de kunst
- Cabell 'Cab' Calloway - zanger, bandleider
- Ray Charles - zanger, muzikant
- Bess Lomax Hawes - folklorist
- Stanley Kunitz - dichter, vertaler en leraar
- Robert Merrill - bariton
- Arthur Miller - toneelschrijver
- Robert Rauschenberg - kunstenaar
- Lloyd Richards - theaterregisseur
- William Styron - auteur
- Paul Taylor - danser, choreograaf
- Billy Wilder - filmregisseur, schrijver, producent

### 1992
- Marilyn Horne - operazangeres
- James Earl Jones - acteur
- Allan Houser - beeldhouwer
- Minnie Pearl - Gran' Ole Opry performer
- Robert Saudek - televisieproducent, oprichter en directeur van het Museum of Broadcasting
- Earl Scruggs - banjospeler
- Robert Shaw - dirigent
- Billy Taylor - jazzpianist
- Robert Venturi en Denise Scott Brown - architecten
- Robert Wise - filmproducent, regisseur
- AT&T - corporate patroon voor de kunst
- Lila Wallace-Reader's Digest Fund - foundation patroon voor de kunst

### 1991
- Maurice Abravanel - muziekdirecteur, dirigent
- Roy Acuff - countryzanger, bandleider
- Pietro Belluschi - architect
- J. Carter Brown - museumdirecteur
- Charles 'Honi' Coles - tapdanser
- John O. Crosby - operadirecteur, dirigent, administrator
- Richard Diebenkorn - schilder
- R. Philip Hanes, Jr. - patroon voor de kunst
- Kitty Carlisle Hart - actrice, zanger, arts administrator, danser
- Pearl Primus - choreograaf, antropoloog
- Isaac Stern - violist
- Texaco Inc. - corporate patroon voor de kunst

### 1990
- George Francis Abbott - acteur, toneelschrijver, producent, directeur
- Hume Cronyn - acteur, directeur
- Jessica Teny - actrice
- Merce Cunningham - choreograaf, dance-companydirecteur
- Jasper Johns - schilder, beeldhouwer
- Jacob Lawrence - schilder
- Riley 'B.B.' King - bluesmuzikant, zanger
- David Lloyd Kreeger - patroon voor de kunst
- Harris & Carroll Sterling Masterson - patroon voor de kunsten
- Ian McHarg - landschapsarchitect
- Beverly Sills - operazanger, directeur
- Southeastern Bell Corporation - corporate patroon voor de kunst

### 1989
- Leopold Adler - preservationist
- Katherine Dunham - danser, choreograaf
- Alfred Eisenstaedt - photographer
- Martin Friedman - museumdirecteur
- Leigh Gerdine - patroon voor de kunst, leider
- John Birks 'Dizzy' Gillespie - jazztrompettist
- Walker Kirtlen Hancock - beeldhouwer
- Vladimir Horowitz - pianist (postuum toegekend)
- Czesław Miłosz - schrijver
- Robert Motherwell - schilder
- John Updike - schrijver
- Dayton Hudson Corporation - corporate patroon voor de kunst

### 1988
- Saul Bellow - schrijver
- Helen Hayes - actrice
- Gordon Parks - fotograaf, filmdirecteur
- I.M. Pei - architect
- Jerome Robbins - danser, choreograaf
- Rudolf Serkin - pianist
- Virgil Thomson - componist, muziekrecensent
- Sydney J. Freedberg - kunsthistoricus, curator
- Roger L. Stevens - arts administrator
- (Mrs. Vincent) Brooke Astor - patroon voor de kunst
- Francis Goelet - patroon voor de muziek
- Obert C. Tanner - patroon voor de kunst

### 1987
- Romare Bearden - schilder
- Ella Fitzgerald - zangeres
- Howard Nemerov - schrijver, scholar
- Alwin Nikolais - danser, choreograaf
- Isamu Noguchi - beeldhouwer
- William Schuman - componist
- Robert Penn Warren - dichter
- J. W. Fisher - patroon voor de kunst
- Dr. Armen Hammer - patroon voor de kunst
- Mr. en Mrs. Sydney Lewis - patroon voor de kunst

### 1986
- Marian Enerson - operazanger
- Frank Capra - filmregisseur
- Aaron Copland - componist
- Willem de Kooning - schilder
- Agnes de Mille - choreograaf
- Eva Le Gallienne - actrice, auteur
- Alan Lomax - folklorist, musicoloog
- Lewis Mumford - filosoof, literair recensent
- Eudora Welty - schrijver
- Dominique de Menil - patroon voor de kunst
- Exxon Corporation - corporate patroon voor de kunst
- Seymour H. Knox - patroon voor de kunst

### 1985
- Elliott Carter, Jr. - componist
- Ralph (Waldo) Ellison - schrijver
- José Ferrer - acteur
- Martha Graham - danser, choreograaf
- Louise Nevelson - beeldhouwster
- Georgia O'Keeffe - schilder
- Leontyne Price - sopraan
- Dorothy Buffum Chenler - patroon voor de kunst
- Lincoln Kirstein - patroon voor de kunst
- Paul Mellon - patroon voor de kunst
- Alice Tully - patroon voor de kunst
- Hallmark Cards Inc. - corporate patroon voor de kunst